# Sean Fine

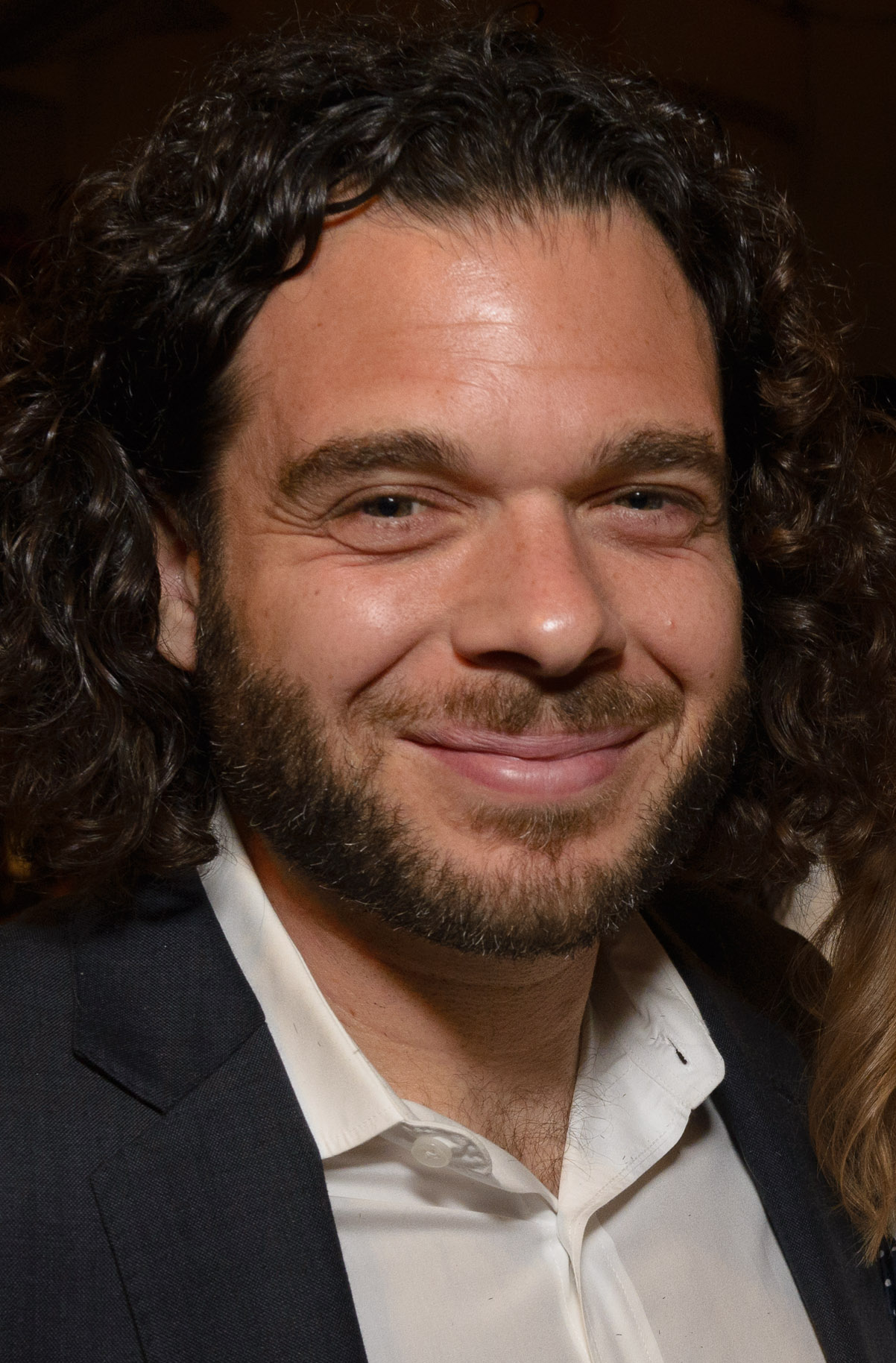
Sean Fine

Sean Fine ist ein US-amerikanischer Dokumentarfilmer, der 2013 zusammen mit seiner Frau Andrea Nix Fine für den Dokumentarfilm Inocente den Oscar in der Kategorie bester Dokumentar-Kurzfilm erhielt.

## Leben
Er ist der Sohn eines Kameramannes bzw. Regisseurs und einer Filmeditorin bzw. Regisseurin. Er ging bis 1986 auf die St. Patrick's Episcopal Day School in Washington, D.C. und machte einen Sommer-Filmkurs an der New York University. Es folgte ein Studium am Connecticut College, wo er 1996 Abschlüsse in Zoologie und als Filmemacher machte. Nach dem College begann er, bei National Geographic zu arbeiten, wo er seine zukünftige Frau Andrea Nix kennenlernte, die er 2003 schließlich heiratete. Im gleichen Jahr gründeten sie die Produktionsgesellschaft Fine Films.
Danach führte er bei einigen Dokumentationen Regie, bevor er 2007 zusammen mit seiner Frau die Dokumentation War/Dance produzierte. Hier erzählen sie die Geschichte von drei ugandischen Kindern, die an einem Musikfestival teilnehmen wollen. Für diese Arbeit wurde er zusammen mit seiner Frau im Jahr 2008 für den Oscar in der Kategorie Bester Dokumentarfilm nominiert. 2013, nach einer weiteren Nominierung in der Kategorie Dokumentar-Kurzfilm, erhielt er den Preis schließlich für den Film Inocente, in dem er die Geschichte eines 15-jährigen obdachlosen Mädchens erzählt, das Künstlerin werden möchte.